# Boissiera
Boissiera  Hochst. ex Steud. é um género botânico pertencente à família Poaceae, subfamília Pooideae, tribo Bromeae.
Suas espécies ocorrem na África e Ásia.

## Sinônimo
- Euraphis (Trin.) Lindl. (SUS)

## Espécies
- Boissiera baetica Haenseler
- Boissiera bromoides var. glabriflora Boiss.
- Boissiera danthoniae (Trin.) A. Braun
- Boissiera pumilio (Trin.) Hack.
- Boissiera squarrosa (Banks & Sol.) Nevski
- Boissiera trifoliata Domb.ex DC.
- Boissiera triternata Domb.ex DC.